# Lota (geslacht)
Lota is een geslacht van straalvinnige vissen uit de familie van de Lotidae (Kwabalen).

## Soort
- Lota lota (Linnaeus, 1758) – Kwabaal
- Lota maculosa ([1])